# مارس پور
 مارس پور (انگلیسی: Mart Port؛ ۴ ژانویهٔ ۱۹۲۲ – ۳ فوریه ۲۰۱۲) یک معمار اهل استونی بود.
وی همچنین برنده جوایزی همچون جایزه دولتی اتحاد شوروی شده است.

## نگارخانه

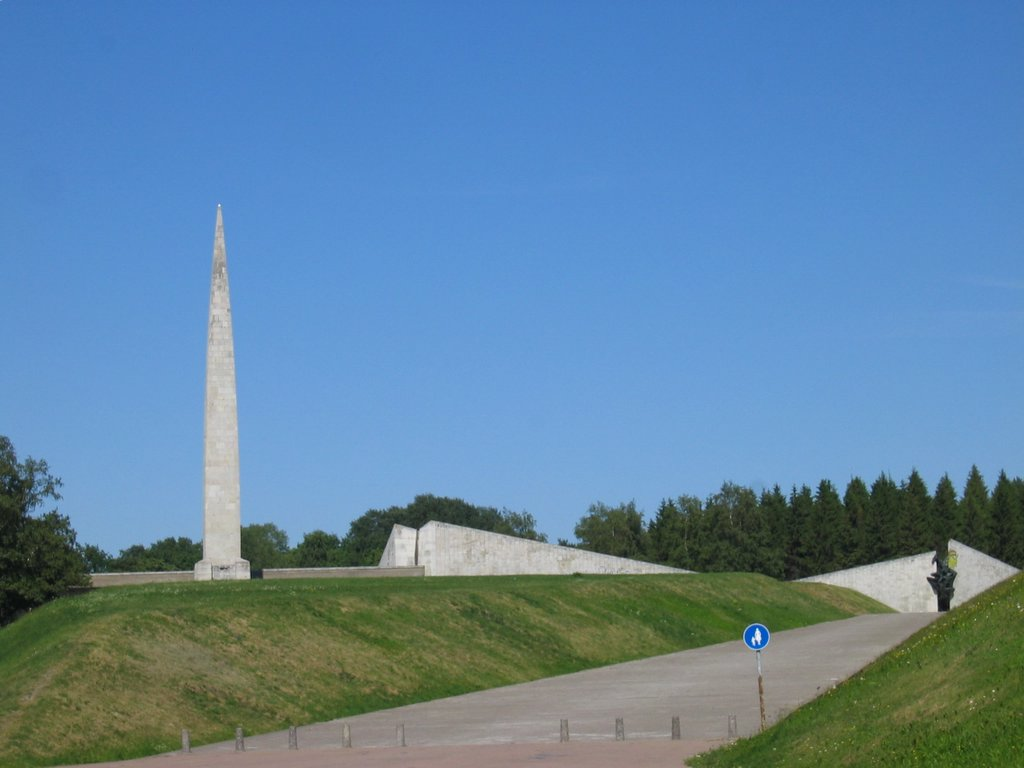